# Allocosa brasiliensis
Allocosa brasiliensis es una araña de la familia Lycosidae de coloración blanquecina, se torna críptica en el ambiente de arenales. Su actividad es mayoritariamente nocturna, suele construir cuevas con paredes recubiertas con seda, en las que permanece durante el período diurno y los meses más fríos del año, mostrando su pico máximo de actividad durante los meses de verano.

## Descripción
La araña Allocosa brasiliensis es de tamaño medio, tiene un tamaño corporal aproximado de 1 cm, cuando está bien desarrollada puede alcanzar al doble. 
Los machos adultos son un 20% más grandes que las hembras. Sin embargo, como es habitual, las hembras tienen más ancho el cefalotórax y más cortas las patas. En ambos sexos las cuatro patas medias son más cortas, el par posterior más largo y el par delantero intermedio.

## Localización y hábitat
Allocosa brasiliensis se distribuye por el sur de América. En Uruguay, por ejemplo, se puede encontrar a lo largo de las  costas del Río Uruguay, Río de la Plata y Océano Atlántico, así como costas de ríos y lagunas interiores.
Por lo general, su hábitat es fresco y húmedo, el aire es constantemente humedecido, generalmente por la salmuera del mar que llega por el viento. Allocosa brasiliensis se suele alimentar principalmente de arañas, escarabajos, moscas y hormigas. La especie prefiere alimentarse de arañas, que representan alrededor de un tercio de su dieta, por ejemplo el macho de esta especie, suele comer hembras Vírgenes de su misma especie.

## Preferencias de ambos sexos durante elcortejo
Allocosa brasiliensis se caracteriza por presentar inversión parcial de roles sexuales durante el cortejo, caracterizado por dimorfismo sexual invertido. Los roles típicos de cada sexo y el tamaño corporal son inversos a los patrones esperados para arañas. En esta especie, los machos son más grandes que las hembras y son estas las que salen a buscar a los machos e inician el cortejo, asomadas a la cueva masculina. La elección de pareja se da por parte de ambos. 
Las hembras prefieren a los machos con cuevas largas, las cuales brindan las mejores condiciones para el desarrollo de la progenie, pero si las cuevas son cortas las hembras pueden rechazar a sus parejas potenciales.  Los machos prefieren a hembras vírgenes y de buena condición corporal. Las hembras ya apareadas o flacas pueden ser rechazadas y hasta canibalizadas.

## Desarrollo del cortejo
Teniendo en cuenta que las arañas, en general, son cazadoras nocturnas con visión pobre, la comunicación se centra mayoritariamente en los canales químicos,  vibratorios y táctiles. El primer canal de comunicación que utilizan es el químico, la localización de las cuevas por parte de la hembra se basa en señales químicas (feromonas) asociadas a la seda que produce el macho y que coloca en la boca de la cueva o en su interior. Además, la hembra realiza detección mecánica de la seda y es mediante ambos mecanismos que se orienta hacia la cueva del macho. La arena es un sustrato eficiente para la transmisión de las señales sísmicas que comenzarán a participar a continuación en el cortejo. 
El cortejo, usualmente, se inicia con la comunicación vibratoria, donde la hembra asomada en la boca de la cueva del macho, sacude sus patas I y II en forma alternada hacia el fondo de la cueva; en ocasiones la hembra suma vibración del abdomen hacia arriba y abajo. Luego, el macho sube hacia la boca de su cueva y se acerca a la hembra,  momento en el cual el macho sacude su cuerpo hacia arriba-abajo, enfrentado a la hembra. La hembra se acerca hacia el macho y ambos realizan toqueteos con las patas I y II y enfrentados, entrando y saliendo de contacto sucesivas veces, ocurriendo así la comunicación táctil. El macho retrocede y desciende hacia el fondo de su cueva, siempre enfrentado a la hembra, realizando esporádicamente sacudidas de cuerpo. La hembra finalmente sigue al macho y baja hacia el fondo de la cueva, mientras que la misma desciende y realiza sacudidas esporádicas de sus patas I y II, intercaladas con vibración del abdomen hacia arriba y abajo. Por último, el macho intercambia su ubicación con la hembra, desplazándose ya sea por debajo o por encima de ella, quedando entonces el macho arriba y la hembra abajo en la cueva, enfrentados nuevamente al girar. En este momento y en la situación en la que se encuentra posicionada la hembra,  se presentan dos posibilidades, ocurre la copulación o el canibalismo por parte del macho.
Inmediatamente luego de la última desmonta, el macho retrocede y sale de la cueva. Entonces, procede al tapado de la boca de la cueva, liberando seda y transportándola utilizando los quelíceros, arrastrando arena con las patas I y II hasta ocluir totalmente la cueva. La hembra permanece en el interior de la cueva del macho que este cede a modo de regalo nupcial, colabora para tapar la boca de la cueva y las paredes internas con seda. La donación de la cueva es una gran inversión por parte del macho ya que queda a merced de predadores y pierde la posibilidad de nuevas cópulas hasta que construya una nueva cueva.